# Cassaro

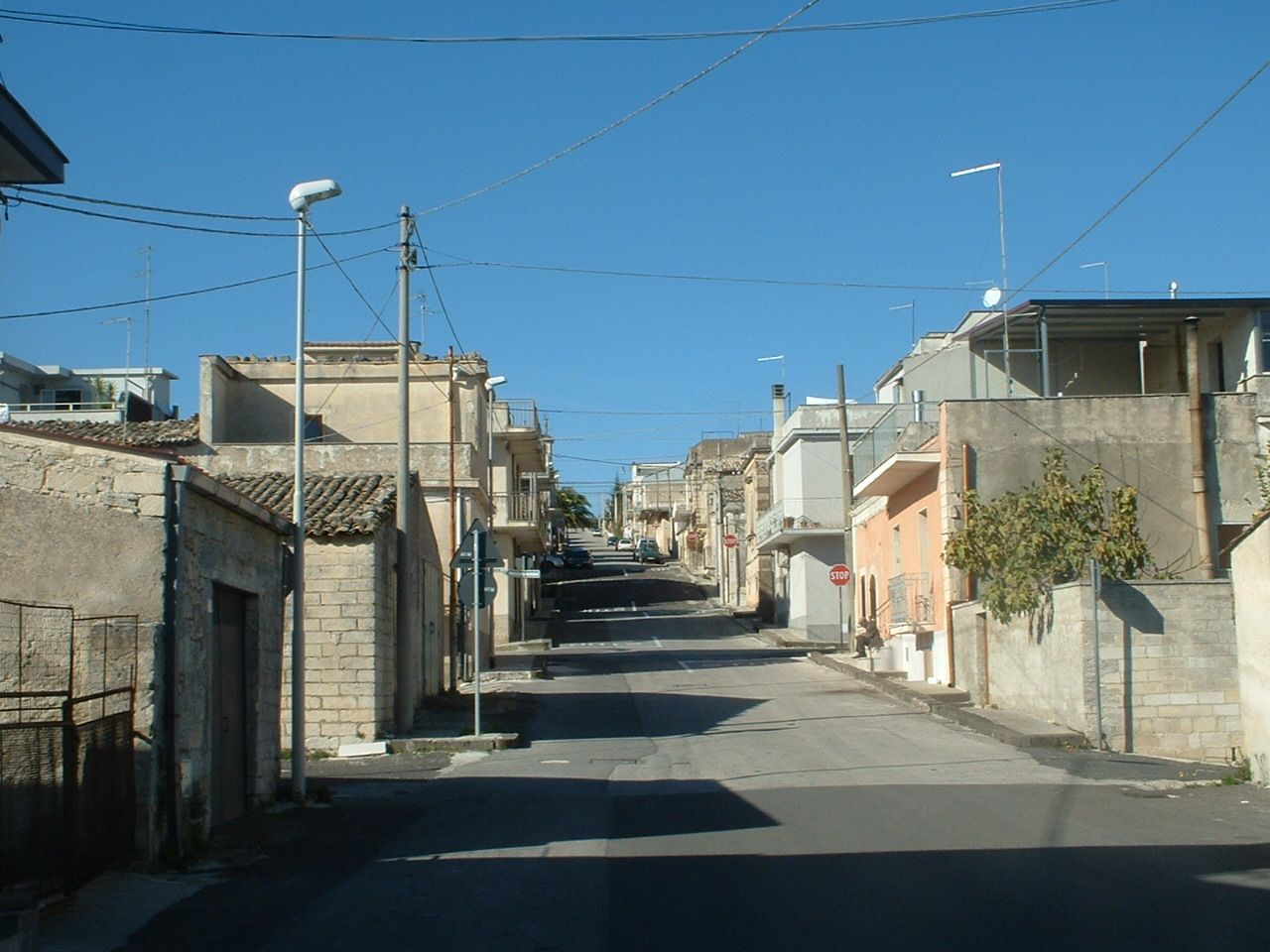
Die Hauptstraße

Cassaro ist eine Stadt des Freien Gemeindekonsortiums Syrakus in der Region Sizilien in Italien mit 720 Einwohnern (Stand 31. Dezember 2023).

## Lage und Daten
Cassaro liegt 40 km westlich von Syrakus. Die Einwohner arbeiten hauptsächlich in der Landwirtschaft und in Kiesgruben.
Die Nachbargemeinden sind Buscemi, Ferla, Palazzolo Acreide und Sortino.
Der Bahnhof Cassaro-Ferla lag an der schmalspurigen Bahnstrecke Syrakus–Ragusa.

## Geschichte
Cassaro trägt wahrscheinlich den Namen einer arabischen Burg qaṣr (قَصْر), was wiederum vom lateinischen castrum herrührt (vgl. auch span. alcázar). 
Im Laufe der Jahrhunderte gehörte das Lehen der Familie Moleti und später Spadafora. Margherita Moleti-Spadafora brachte das Lehen in die Ehe mit Baron Pietro Siracusa (Familie Siracusa) aus der Stadt Noto, der bereits die Baronien Muscia, Xiridia (heute Floridia) und Monastero besaß. Er nahm auch die Investitur des Lehens Cassaro, wie aus Dokumente des Staatsarchiv von Palermo und aus den Capibreve von Barbieri hervorgeht. Seine einzige Tochter Margherita brachte die Lehen in das Haus Gaetani di Sortino. Sie starb mit dem erstgeborene Sohn Guido beim Erdbeben von 1542, bei dem die Burg und die Stadt Sortino zerstört wurden. Sie zählt mit ihrem Mann Cesare Gaetani zu den Vorfahren der Prinzen von Cassaro und der Königin Paola von Belgien, geborene Prinzessin Ruffo di Calabria.
Cassaro wurde beim Erdbeben von 1693, bei dem insgesamt 56.000 Menschen starben, zerstört. Der Ort wurde einige Kilometer weiter wieder aufgebaut.

## Sehenswürdigkeiten
- Kirche Madre S. Pietro in Visconti
- Kirche di S. Maria delle Grazie
- Kirche di S. Antonio Abate
- Kirche di S. Sebastiano Martire
- Dammusi

## Belege
1. ↑  Bilancio demografico e popolazione residente per sesso al 31 dicembre 2023. ISTAT. (Bevölkerungsstatistiken des Istituto Nazionale di Statistica, Stand 31. Dezember 2023).